# Cornish rex
Cornish rex är en kattras som har lockig päls med ursprung i Cornwall, Storbritannien. 

## Utseende
Rasens utmärker sig främst med sin mycket korta vågiga päls. Pälsen saknar täckhår och är mycket mjuk. Öronen sitter högt på huvudet och är iögonfallande stora. Kroppen är slank och muskulös, benen långa och svansen är lång och smal. Huvudet är kilformat med markerad haka. Kraftfull och elegant kan den föra tankarna till en katternas motsvarighet till Vinthund.

## Skötsel och temperament
Den korta pälsen är mycket lättskött och den fäller inte mycket hår. Eftersom pälsen är tunn så fryser den lättare än andra katter och trivs bäst inomhus. Cornish rex har ett stort behov av stimulans då det är en intelligent och nyfiken ras med mycket fart och fläkt. Rekommenderas därför inte som ensamkatt.

## Historia
Den 21 juli 1950 föddes Kallibunker, en rödvit hankatt med lockig päls på en gård i Cornwall, England. Kattmamman hade normal päls och pappan var en okänd katt från trakten. Ägaren av gården, Nina Ennismore, hade erfarenhet av kaninavel och förstod att den krullhåriga katten var unik. Hon och hennes kusin, som var veterinär, genomförde ett avelsprogram med hjälp av genetiker för att ta till vara den speciella manchester-liknande strukturen i pälsen. Strukturen kallade man rexad på grund av dess likheter med pälsen hos Rexkanin.

## Allergi
Det finns inga pälsdjur som är allergifria eller allergisäkra. Med var tionde svensk som kattallergiker är kattallergi den vanligaste formen av pälsdjursallergi i Sverige. Rexkatter omnämns ibland tillsammans med Ragdoll, Sibirisk katt och Sphynx som kattraser som skulle vara mindre allergiframkallande än andra. Allergennivåerna varierar dock stort inom samma ras och det allmänna rådet är att inte skaffa katt om du är allergisk.